# 貝氏孔雀鯛
貝氏孔雀鯛，為輻鰭魚綱鱸形目隆頭魚亞目慈鯛科的其中一種，分布於非洲馬拉威湖流域，為特有種，體長可達13公分，棲息在沙底質、散布石塊的水域，以小型無脊椎動物為食，可做為觀賞魚。

## 擴展閱讀
維基物種上的相關：貝氏孔雀鯛